# Адміністративний устрій Великобілозерського району
Адміністративний устрій Великобілозерського району — адміністративно-територіальний устрій Великобілозерського району Запорізької області на одну сільську територіальну громаду, яка об'єднує усі п'ять населених пунктів.
До січня 2017 року поділявся на п'ять сільських рад, що підпорядковувалися Великобілозерській районній раді. Адміністративний центр — село Велика Білозерка.

## Список рад Великобілозерського району до січня 2017 року
| № | Назва                           | Центр               | Населені пункти                                                                           | Площа км² | Місце за площею | Населення (2001), осіб. | Місце за населенням |
| - | ------------------------------- | ------------------- | ----------------------------------------------------------------------------------------- | --------- | --------------- | ----------------------- | ------------------- |
| 1 | Великобілозерська сільська рада | с. Велика Білозерка | с. Велика Білозерка (частина 1 села, код КОАТУУ 2321180101)                               |           |                 |                         |                     |
| 2 | Гюнівська сільська рада         | с. Гюнівка          | с. Гюнівка с. Зелена Балка                                                                |           |                 |                         |                     |
| 3 | Новопетрівська сільська рада    | с. Качкарівка       | с. Качкарівка с. Велика Білозерка (частина 2 села, код КОАТУУ 2321186502) с. Новопетрівка |           |                 |                         |                     |
| 4 | Трудова сільська рада           | с. Велика Білозерка | с. Велика Білозерка (частина 3 села, код КОАТУУ 2321187401)                               |           |                 |                         |                     |
| 5 | Червона сільська рада           | с. Велика Білозерка | с. Велика Білозерка (частина 4 села, код КОАТУУ 2321188401)                               |           |                 |                         |                     |

* Примітки: м. — місто, смт — селище міського типу, с. — село, с-ще — селище